# Dimitar Kamburski
Dimitar Kamburski (en búlgaro: Димитър Камбурски; Plovdiv, 28 de enero de 1966) es un deportista búlgaro que compitió en remo. Ganó una medalla de plata en el Campeonato Mundial de Remo de 1986, en la prueba de doble scull.

## Palmarés internacional
| Campeonato Mundial | Campeonato Mundial       | Campeonato Mundial | Campeonato Mundial |
| Año                | Lugar                    | Medalla            | Prueba             |
| ------------------ | ------------------------ | ------------------ | ------------------ |
| 1986               | Nottingham (Reino Unido) | Medalla de plata   | Doble scull        |